# Les Quatre Soldats
Pour plus de détails, voir Fiche technique et Distribution.
Les Quatre Soldats est un film québécois réalisé par Robert Morin sorti en 2013. Le film est une adaptation du roman Quatre soldats de l'écrivain français Hubert Mingarelli, prix Médicis 2003.

## Synopsis
Dans une guerre civile qui se déroule au Québec, quatre jeunes miliciens forment une sorte de cellule familiale basée dans une cabane de fortune. La découverte d'un étang situé au milieu d'un champ leur permet d'échapper à la réalité et profiter d'un peu de bonheur. Ils gardent secret cette découverte des autres soldats jusqu'au jour où, à l'approche d'une nouvelle bataille, on leur confie un adolescent pour qu'ils l'intègrent à leur groupe et le forme au combat.

## Fiche technique
Source : IMDb et Films du Québec
- Titre original : Les Quatre Soldats
- Réalisation : Robert Morin
- Scénario : Robert Morin, d'après le roman Quatre soldats d'Hubert Mingarelli
- Musique : Patrick Watson
- Conception visuelle : André-Line Beauparlant
- Costumes : Sophie Lefebvre
- Maquillage : Kathryn Casault, Adriana Verbert
- Coiffure : Denis Parent
- Photographie : Jean-Pierre St-Louis
- Son : Sophie Cloutier, Marcel Chouinard, Louis Collin, Stéphane Bergeron
- Montage : Nicolas Roy
- Production : Stéphanie Morissette
- Société de production : Coop Vidéo de Montréal
- Sociétés de distribution : Mongrel Media (en), Métropole Films Distribution
- Budget : 2,9 millions $ CA
- Pays de production :  Canada
- Tournage : août 2012, Rive-Sud de Montréal
- Langue originale : français
- Format : couleur — format d'image : 2,35:1
- Genre : drame
- Durée : 83 minutes
- Dates de sortie :
  - Canada : 5 août 2013 (première au cinéma Impérial de Montréal dans le cadre de la 17e édition du festival international de films FanTasia)[2]
  - Canada : 16 août 2013 (sortie en salle au Québec)
  - Canada : novembre 2013 (DVD)

## Distribution
- Camille Mongeau : Dominique
- Christian de La Cortina : Matéo
- Antoine Bertrand : Big Max
- Aliocha Schneider : Kevin
- Antoine L'Écuyer : Gabriel Tardif
- Gaston Caron : caporal Guénette
- Rémy Ouellet : lieutenant Larivière
- Jean-Pierre Bergeron : commandant Lacoste
- Richard Lalancette : homme sérieux
- Lizandra Rodriguez-Olano : danseuse de cumbia
- Pete White : charretier
- Christopher Kinsella : lutteur
- Derek Lanni : lutteur
- Charles S. Métellus : aide de camp

## Autour du film
Les Quatre Soldats est un long-métrage inspiré du roman Quatre soldats de l’écrivain français Hubert Mingarelli.  Il s'agit d'un rare exemple de film entièrement produit et réalisé au Québec et adaptant un livre non québécois.
Le film s'éloigne du texte dont il s'inspire sur un certain nombre de points.  Ainsi, alors que l'action du roman se déroule en 1919 dans un pays d'Europe de l'est, le film a pour cadre un Québec contemporain en proie à une guerre civile. Autre différence, si le narrateur du roman est un soldat, dans le film, il s'agit plutôt d'une soldate, rôle interprété par Camille Mongeau.
Le film est présenté en première au cours du festival FanTasia de Montréal en août 2013. Il est accueilli par une critique respectueuse, mais ne suscite pas l'enthousiasme d'autres films de Morin comme Requiem pour un beau sans-cœur ou Papa à la chasse aux lagopèdes.

## Distinctions

### Récompenses
- 2013 : Festival international de films FanTasia : Prix du public pour le meilleur film canadien[3]

### Nominations
- Prix Jutra 2014 :
  - meilleur maquillage : Kathryn Casault
  - meilleure coiffure : Denis Parent